# زوقل
زَوْقَل (الاسم العلمي: Palpimanus)، جنس عناكب من فصيلة الزوقليات. تم وصفه لأول مرة في عام 1820 من قبل دوفور. اعتبارًا من عام 2017، ضم 35 نوعًا.